# De held (film)
De held is een Nederlandse speelfilm uit 2016 onder regie van Menno Meyjes. Het is een verfilming van de gelijknamige roman van Jessica Durlacher, die ook meewerkte aan het filmscenario. 

De held was de openingsfilm van het Nederlands Filmfestival 2016. De film zou later de laatste film met actrice Kitty Courbois blijken te zijn.

## Verhaal
Sara Silverstein is net met haar man Jacob en kinderen teruggekeerd, nadat ze een tijd in Los Angeles hebben gewoond, als haar vader Herman plotseling komt te overlijden. In zijn nalatenschap vindt Sara een aantal opmerkelijke zaken die te maken lijken te hebben met zijn oorlogsverleden. Ondertussen meldt haar zoon Michael zich zeer tegen Sara haar zin in aan bij de US Marines. Sara voelt zich overrompeld en machteloos door alle gebeurtenissen.
 
Kort daarna wordt Sara aangerand door een vermomde man die haar lijkt te kennen en wordt het gezin ook nog slachtoffer van een gewelddadige inbraak. Houdt dit alles verband met het mysterieuze oorlogsverleden van haar vader? Sara moet de familiegeschiedenis ontrafelen om te ontdekken wie hen bedreigt en tegelijkertijd een manier vinden om haar familie bij elkaar te houden.

## Rolverdeling
| Acteur          | Personage          |
| --------------- | ------------------ |
| Monic Hendrickx | Sara Silverstein   |
| Daan Schuurmans | Anton Raaijmakers  |
| Fedja van Huêt  | Jacob Edelman      |
| Susan Visser    | Judith Silverstein |
| Kitty Courbois  | Izebel Silverstein |
| Hans Croiset    | Herman Silverstein |
| Thijs Boermans  | Michael Edelman    |
| Suus de Nies    | Tess Edelman       |
| Bilal Wahib     | Tarik              |
| John Leddy      | Mo                 |

## Ontvangst
De held kreeg in de pers vooral negatieve kritieken. Ook bij het publiek was de film met een bezoekersaantal van 21.000 geen succes.